# Paul Zsolnay
Paul Zsolnay (geboren 12. Juni 1895 als Paul von Zsolnay in Budapest, Österreich-Ungarn; gestorben 13. Mai 1961 in Wien) war ein österreichischer Verleger. Mit dem Adelsaufhebungsgesetz 1919 verlor er sein Adelsprädikat. 
Er gründete 1924 mit dem Paul Zsolnay Verlag den bedeutendsten österreichischen Verlag der Zwischenkriegszeit. Während der Zeit des Nationalsozialismus in Österreich wurde Zsolnay aufgrund seiner jüdischen Abstammung enteignet, der Verlag „arisiert“. Nach der Befreiung Österreichs wurde der Verlag 1946 restituiert und von ihm bis zu seinem Tod 1961 weitergeführt.

## Leben
Paul von Zsolnay wurde in Budapest als ältester Sohn des Tabakhändlers und Industriellen Adolf von Zsolnay, geborenem Adolf Wix, und der Amanda Wallerstein geboren. Er wuchs im Osmanischen Reich auf, und 1897 übersiedelte die Familie nach Wien. Von Zsolnay besuchte das Hietzinger Gymnasium, wo er zusammen mit Hans Kaltneker und Hans Flesch-Brunningen die hektographierte literarische Zeitschrift „Das neue Land“ herausgab. Zsolnay studierte später in Wien an der Hochschule für Bodenkultur und leitete die in Oberufer bei Pressburg gelegenen Güter der Familie. Dort betrieb er unter anderem eine Blumenzucht, die er, nach eigenen Angaben, zur „größten Blumenzüchterei der Tschechoslowakei“ ausgestalten konnte. Eine von ihm gezüchtete rotgeränderte gelbe Rose trägt seinen Namen, worauf Zsolnay sehr stolz war. Mit einer anderen Idee schützte er die Marillenbäume (Aprikosenbäume) vor Nachtfrösten: er umwickelte die Äste mit Girlanden von Glühbirnen, die er während der Nächte brennen ließ. „Es half und sah so hübsch aus“ erinnerte er sich später.
Mit Unterstützung seiner Mutter, in deren Salon in Schloss Oberufer bei Preßburg prominente Künstler und Schriftsteller wie Richard Strauss, Hugo von Hofmannsthal, Gerhart Hauptmann, Arthur Schnitzler, Bruno Walter und die Schwestern Elsa, Berta und Grete Wiesenthal sowie Richard Nikolaus Graf von Coudenhove-Kalergi verkehrten, fasste er den Entschluss, in Wien einen literarischen Verlag zu gründen.
Zsolnay heiratete 1929 Alma und Gustav Mahlers Tochter, die Bildhauerin Anna Mahler. Mit ihr hatte er eine Tochter, Alma Zsolnay (1930–2010). Ihr neues Heim in der Maxingstraße 24 – das so genannte Kaunitzschlössel – wurde in Fortsetzung der Tradition des literarischen Salons von Gut Oberufer zu einem der Zentren des kulturellen und gesellschaftlichen Lebens in Wien. Unter seinem Arbeitseifer litt aber die Ehe; 1933 kam es zur Trennung, 1935 wurde die Ehe geschieden. Die Tochter Alma Zsolnay blieb beim Vater.

## Der Zsolnay-Verlag
Die Idee zu einem neuen Verlag entstand zufällig bei einer Abendgesellschaft im Hause Zsolnay, bei der Alma Mahler-Werfel und Franz Werfel anwesend waren. Ida Roland schlug ihm die Verlagsgründung vor. Paul von Zsolnay war zunächst skeptisch, da er im Verlagsgeschäft völlig unerfahren war. Als Alma Mahler ihm jedoch den Verdi-Roman Franz Werfels anbot, schlug er ein. Werfels erster Roman erschien am 4. April 1924 und wurde mit rasch verkauften 60.000 Exemplaren zum Grundstein des Paul Zsolnay Verlages. Der junge Verleger war voller Tatendrang und hatte insbesondere für Alma Mahler stets ein offenes Ohr, so auch für ihren Vorschlag, eine Ausgabe mit Briefen Gustav Mahlers in das erste Verlagsprogramm aufzunehmen. Sie überredete Zsolnay sogar, Mahlers 10. Sinfonie in einer Faksimileausgabe auf den Markt zu bringen. 
Die Freundschaft zwischen Zsolnay und Werfel wurde nie getrübt und 1934 schloss Werfel einen Brief an ihn mit den Worten: „Ich danke Dir. Und da in diesen Wochen unsere ersten zehn Jahre um sind, so danke ich Dir aus bewegter Seele für diese zehn Jahre, in denen ich von Dir menschlich und in unseren gemeinsamen Werken nur Liebe und Güte erfahren habe. Diese lange, lange Zeit, von den Bürstenabzügen des Verdi-Romans angefangen bis heute, ist für mich eine geliebte Zeit leuchtenden Aufschwungs und unzerstörbarer Verbundenheit. Sei innigst umarmt von Deinem Werfel“
Heinrich Mann, der wie Werfel vom Kurt Wolff Verlag gekommen war, und John Galsworthy waren mit Werfel in den ersten Jahren die Hauptstützen des Verlags. An ihnen zeigte sich auch Zsolnays Prinzip, Autoren und nicht Bücher zu verlegen, das heißt das Gesamtwerk eines Autors zu betreuen und zu pflegen. Dadurch beschränkte er sein Verlagsprogramm auf das zeitgenössische Schrifttum. Zsolnay genoss den freundschaftlichen Umgang mit seinen Autoren auf seinem Landsitz bei Preßburg. Er legte Wert auf einen weltoffenen Umgang und achtete jede politische Richtung, sofern sie nicht verbrecherische, menschenfeindliche Ziele verfolgte. 
Das Geheimnis seines Erfolgs beschrieb Zsolnay so: „Ich bin ein durchschnittlicher Mensch, und wenn mir ein Buch gefällt, dann wird es vielen gefallen, weil es eben viele durchschnittliche Menschen gibt.“ Als Verleger schulde er dem Autor vor allem „Verständnis für seine Absichten“ und „leidenschaftliche Hingabe an das Werk.“
Die „Machtergreifung“ der Nazis in Deutschland 1933 verfolgte Zsolnay mit Sorge: am deutschen Markt setzte er mehr als 75 Prozent seiner Produktion ab. Da viele seiner Autoren Juden und/oder politische Gegner waren, deren Werke von den neuen Machthabern verbrannt wurden, brach der Markt zusammen und führte zu hohen Verlusten.

## Emigration
Zsolnays Verlag wurde bereits wenige Tage nach dem „Anschluss Österreichs“ am 16. März 1938 unter kommissarische Verwaltung gestellt und von Hannes Dietl „arisiert“. Im Herbst 1941 wurde der Verlag vom ehemaligen Fachreferenten der Reichsschrifttumskammer, Karl Heinrich Bischoff, übernommen. Paul Zsolnay musste im November 1938 nach England emigrieren. Im Februar 1939 folgten ihm seine Mutter und seine Tochter. Nachdem er sich mit seiner Familie in einer Kellerwohnung in South Kensington „etabliert“ hatte, bot ihm Galsworthys Verleger Charles Evans eine Mitarbeit im traditionsreichen Heinemann-Verlag an. Dort gelang es Zsolnay mit dem Erwerb der französischen Übersetzungsrechte an Werken von Somerset Maugham, Winston Churchill, Ernest Hemingway u. a. Evans zur Gründung des Verlages Heinemann & Zsolnay zu bewegen, der bald erfolgreich tätig war.

## Rückkehr nach Österreich

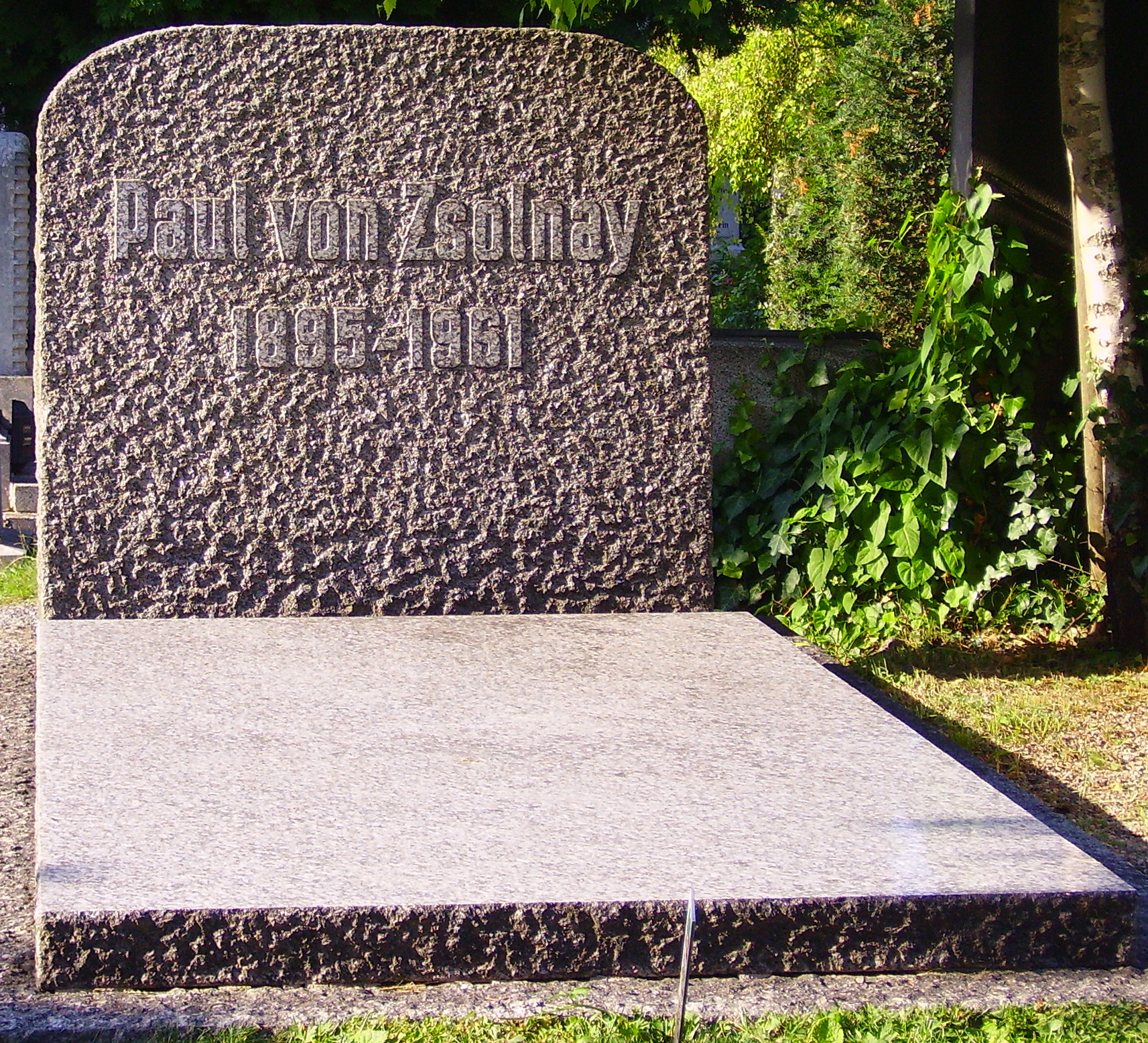
Zsolnays Grab

Nach dem Krieg kehrte Paul Zsolnay 1946 nach Wien zurück und baute in der Prinz-Eugen-Straße 30 seinen Verlag mit Filialen in Hamburg, Paris und London wieder auf. Neben den ehemaligen angelsächsischen und französischen Stammautoren wurden die österreichischen Schriftsteller Johannes Mario Simmel, Alma Johanna Koenig, Alexander Lernet-Holenia, Leo Perutz und Marlen Haushofer verlegt. Zu seinem 60. Geburtstag wurde der Verleger in der gesamten deutschsprachigen Presse und im Rundfunk gefeiert. 
Kurz nach seiner ersten und letzten Reise in die USA, wo er seine geschiedene Frau besuchte, und einem anschließenden Aufenthalt in London bei seiner Tochter verstarb Zsolnay mit 66 Jahren nach seiner Rückkehr in Wien und wurde auf dem Hietzinger Friedhof (Gruppe 5, Nr. 8) beigesetzt.

## Auszeichnungen
- 1937: Verleihung des Ritterkreuzes des österreichischen Verdienstordens[8]
- 1955: Verleihung des Ehrenzeichens für Verdienste um die Republik Österreich (unbekannte Ausprägung)
- 1955: Ernennung zum Offizier der Académie française